# Объединённый профсоюз рабочих автомобильной промышленности
Объединённый профсоюз рабочих автомобильной промышленности (англ. United Auto Workers (UAW)), полное название Международный профсоюз рабочих автомобильной, аэрокосмической и сельскохозяйственной промышленности Америки (англ. International Union, United Automobile, Aerospace and Agricultural Implement Workers of America) — профсоюз, объединяющий работников автомобилестроения в США (в том числе в Пуэрто-Рико) и Канаде.

## История
UAW был создан в 1935 году на учредительном съезде под эгидой Американской федерации труда в Детройте. Основание UAW было вызвано серией трудовых конфликтов в автомобильной промышленности США, включая расстрел голодного марша уволенных работников Ford в Детройте в 1932 году и забастовку в Толидо в 1934 году.
В период с 1935 по 1941 год UAW добился признания своего представительства крупных автомобильных предприятиях США, известных как «большая детройтская тройка»: General Motors, Chrysler и Ford. В 1937 году, по результатам сидячей забастовки во Флинте, UAW добился признания представительства на предприятиях General Motors. В этом же году, после сидячих забастовок на Chrysler, UAW был признан как представитель и на предприятиях этой компании. В 1941 году профсоюз был признан на предприятиях Ford Motor Company — последнем представителе «большой тройки». До этого представители Ford всячески противодействовали деятельности UAW, в том числе и силовыми методами.
Во время Второй мировой войны численность профсоюза сократилась на 250 тысяч, однако уже к 1945 году численность UAW составляла более 1 миллиона человека, что вдвое превышало довоенную численность.
С 1946 по 1970 год профсоюз возглавлял Уолтер Рейтер. В 1950-е годы UAW начал финансово поддерживать избирательные кампании Демократической партии. В 1955 году, при содействии UAW, произошло слияние Американской федерации труда и Конгресса производственных профсоюзов в АФТ—КПП. В 1960-х годах профсоюз выступил против участия США во вьетнамской войне. В 1968 году UAW временно вышел из состава АФТ—КПП. 
в 1970—80-х UAW провел длительные забастовки на предприятиях International Harvester и John Deere. В 1990-х годах возник конфликт между UAW и Caterpillar, в результате чего профсоюзом за десятилетие была проведена 5-месячная (с 1991 по 1992 год) и 17-месячная (с 1994 по 1995 год) забастовки.
В XXI веке UAW провел две крупные забастовки на заводах General Motors — в 2007и 2019 году. В 2021 году, из-за разногласий по поводу условий нового трудового договора, были проведены забастовки на John Deere и Volvo. В 2022 году профсоюз организовал стачки сотрудников Калифорнийского университета и работников издательства HarperCollins. В 2023 году UAW провел успешную забастовку на Stellantis, Ford и General Motors.

## Численность и представительство
|                                     | 2002 | 2006 | 2010 | 2014 | 2018 | 2021 |
| ----------------------------------- | ---- | ---- | ---- | ---- | ---- | ---- |
| Численность профсоюза, тыс. человек | 638  | 538  | 376  | 403  | 395  | 372  |

По данным Управления стандартов менеджмента труда Министерства труда США, UAW имеет первичные профсоюзные организации в США в 35 штатах и Пуэрто-Рико. Помимо автомобилестроительных компаний, местные отделения профсоюза присутствуют в Бостонском, Гарвардском, Колумбийском и других университетах. В Канаде UAW имеет первичную организацию в Онтарио.
По данным некоммерческой организации Center for Union Rights, численность UAW на момент 2021 года составляла 372 тысячи человек.

## Президенты профсоюза
| - 1935: Фрэнсис Диллон - 1936: Гомер Мартин - 1938: Рональд Джей Томас - 1946: Уолтер Рейтер - 1970: Леонард Вудкок - 1977: Дуглас Фрейзер - 1983: Оуэн Бибер - 1995: Стивен Йокич | - 2002: Рон Геттельфингер - 2010: Боб Кинг - 2014: Деннис Уильямс - 2018: Гэри Джонс - 2019: Рори Гэмбл - 2021: Рэй Карри - 2023: Шон Фейн |

## Интересные факты
- Отец Боба Кинга[англ.], 10-го президента UAW и президента первичной профсоюзной организации на комплексе Ford River Rouge[англ.] в 1984—1989 годах, занимал должность директора по производственным отношениям в Ford Motor Company[13].